# Sphaenorhynchus
Sphaenorhynchus és un gènere de granotes de la família dels hílids.
Es troba a les conques de l'Amazones i de l'Orinoco, la Guaiana, l'est del Brasil i Trinitat i Tobago.

## Taxonomia
- Sphaenorhynchus bromelicola
- Sphaenorhynchus caramaschii
- Sphaenorhynchus carneus
- Sphaenorhynchus dorisae
- Sphaenorhynchus lacteus
- Sphaenorhynchus orophilus
- Sphaenorhynchus palustris
- Sphaenorhynchus pauloalvini
- Sphaenorhynchus planicola
- Sphaenorhynchus platycephalus
- Sphaenorhynchus prasinus
- Sphaenorhynchus surdus